# Lotta Medelius-Bredhe
Lotta Medelius-Bredhe, född 1963, är en svensk ämbetsman. Hon är generaldirektör för Svenska kraftnät sedan 2019.
Medelius-Bredhe blev först tillförordnad generaldirektör i februari 2019 och sedan ordinarie i december 2019. Hon arbetade på Finansdepartementet 2006–2019, först på budgetavdelningen, där hon blev departementsråd 2009 och biträdande budgetchef 2016. Sista befattningen var som finansråd och chef för den administrativa avdelningen.
Den 10 april 2025 tillkännagavs att Per Eckemark med start 1 maj 2025 efterträder Lotta Medelius-Bredhe som generaldirektör för Svenska kraftnät.